# Грузинский национальный центр рукописей
Грузинский национальный центр рукописей, ранее Институт рукописей (груз. საქართველოს ხელნაწერთა ეროვნული ცენტრი [сака́ртвелос хелна́церта эро́внули це́нтри] — научный центр в составе Грузинской Национальной Академии Наук, бывший Институт рукописей имени Корнелия Кекелидзе АН Грузии. Научно-исследовательское учреждение, созданное в 1958 году на базе отдела рукописей Музея Грузии им. акад. С. Н. Джанашиа АН Грузинской ССР (организован в 1929 году). В институте хранятся значительная коллекции документов на русском, армянском, греческом, персидском, арабском, турецком, азербайджанском, еврейском, сирийском и других языках.

## История
Одним из организаторов института и первым директором был первооткрыватель агванского алфавита Илиа Абуладзе (1901—1968).
В 1962 году институту было присвоено имя академика Корнелия Кекелидзе. В 1966 году специально для Национального центра рукописей было построено хранилище. Авторами проекта выступили Георгий Лежава, В. Цухишвили, Т. Тодрадзе, инженер В. Гегенава.
С 1968 по 1989 год директором Института рукописей был академик Академии наук Грузии Элене Метревели, в 1989—2006 годах — член-корреспондент Академии наук Грузии, профессор Заза Алексидзе. 2006—2015 гг. — доктор исторических наук Буба Кудава. Доктор исторических наук Заал Абашидзе директор Грузинского национального центра рукописей им. Корнели Кекелидзе с 2015 года.